# Asseburg (Adelsgeschlecht)

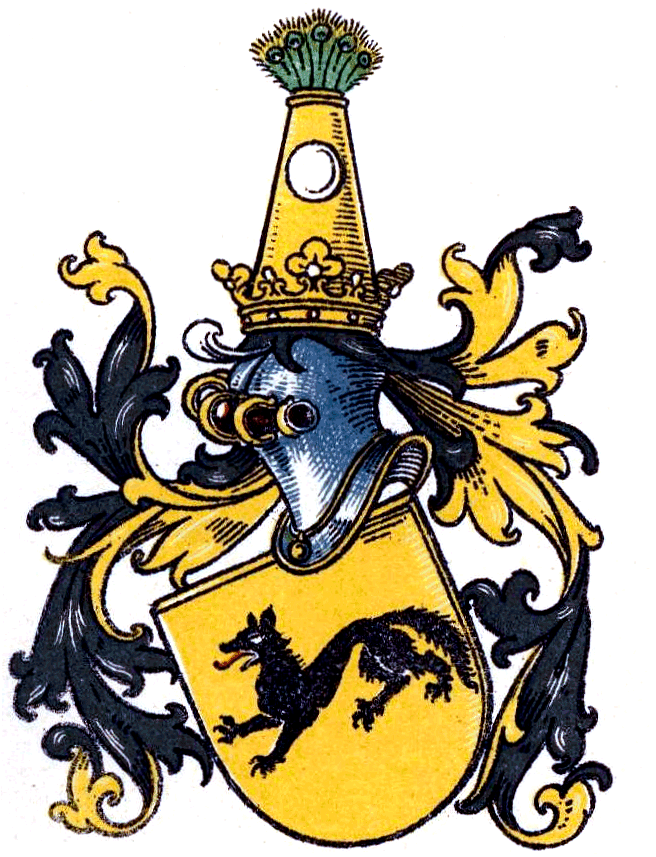
Wappen derer von der Asseburg

Von der Asseburg ist der Name eines alten Adelsgeschlechts im heutigen Niedersachsen, das seinen Stammsitz auf der gleichnamigen Asseburg hat, die heute nur noch als Ruine auf der Asse bei Wolfenbüttel erhalten ist. Es erwarb Grundbesitz in Ostwestfalen und Thüringen und teilte sich mehrmals. Das Geschlecht ist im eigenen Stamm erloschen, es besteht aber über weibliche Linien (die Grafen von Bocholtz und von Rothkirch-Trach) noch ein namensführender Zweig.

## Geschichte

### Ursprünge in Wolfenbüttel, Peine und Asseburg
Ursprünglich nannte sich die Familie „von Wolfenbüttel“. Ihr erster Namensträger war Widekind von Wolfenbüttel, auch Widekindus de Wolferbutle, der in den Jahren 1089 bis 1118 urkundlich erscheint und mit hoher Wahrscheinlichkeit ein Abkomme der edelfreien Grafen von Schladen, bzw. Edlen von Dorstadt, war. Er besaß als Ministeriale des Markgrafen Ekbert II. von Meißen und Braunschweig eine sehr einflussreiche Stellung, so dass er sich unter anderem bei Kaiser Heinrich IV. für seinen Herren verbürgen konnte.
Widekind von Wolfenbüttels erster Sohn nach vielen Töchtern war Burchard I. von Wolfenbüttel, welcher zwischen 1118 und 1154 in Urkunden erscheint. Dessen Sohn Egbert I. von Wolfenbüttel war Schirmvogt des Klosters Heiningen bei Wolfenbüttel. Egbert II. von Wolfenbüttel der Sohn von Egbert I. war mit Heinrich des Löwen auf Pilgerfahrt (1177) ins gelobte Land. Diesen verließ er aber auf Aufforderung des Kaisers Friedrich I. und man fand ihn 1188 am Hofe zu Goslar. Dieses gefiel dem Herzog Heinrich nicht und so zerstörte dieser die Burg Wolfenbüttel.
Gunzelin von Wolfenbüttel (um 1170–1255), Egbert II. jüngerer Bruder wurde Reichstruchsess und gewann als Heerführer und Staatsmann unter zwei Kaisern, dem Welfen Otto IV. und dem Staufer Friedrich II., große Bedeutung. Er stieg damit aus der Dienstmannschaft der Welfen in die Reichsministerialität auf. 1202 hatte er Peine den Bischöfen von Hildesheim entrissen und sich daraus eine kleine sächsische Grafschaft gebildet. Womit er sich auch Graf von Peine nannte. 1206 hatte er an der vergeblichen Belagerung gegen die Burg Lichtenberg bei Salzgitter teilgenommen. Nach dem Tod des Kaisers Otto 1218 unterstellte er sich dessen Nachfolger Friedrich II.

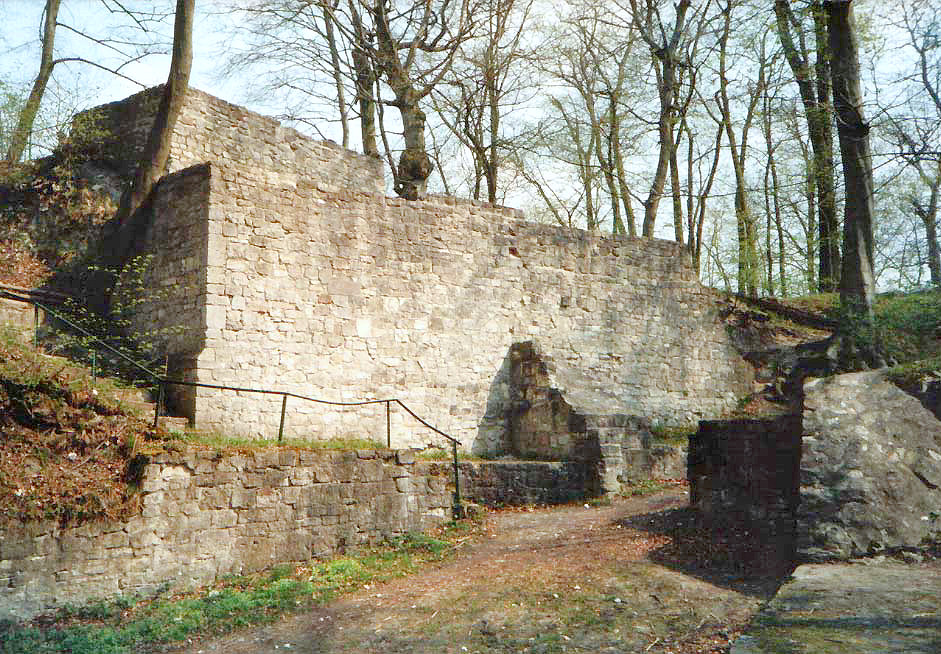
Asseburg (Burg)

Als staufischer Ratgeber war Gunzelin in seinen alten welfisch-wolfenbüttelschen Besitzungen nicht mehr sicher und erbaute sich 1218 südöstlich von Wolfenbüttel die Asseburg. Um 1219 tritt die Asseburg als Stammburg und Namensgeberin der Familie in Erscheinung, namentlich bei Gunzelins Sohn Burchard, der urkundlich als Burchardus de Asseburc auftaucht. Als Gunzelin sich 1255 weigerte, Herzog Albrecht I. von Braunschweig den Gefolgschaftseid zu leisten, zerstörte dieser die Burg Wolfenbüttel, wie es bereits 1191 Heinrich der Löwe getan hatte, und übernahm die Herrschaft über Wolfenbüttel durch Kündigung des Lehens. Burchard wurde von Albrecht I. sodann drei Jahre lang auf der Asseburg belagert, bis er sie gegen freies Geleit und eine Abfindung verließ. Nach Gunzelins Tod 1260 verloren seine Söhne auch die Grafschaft Peine an das Bistum Hildesheim.
Zu den Nachfahren des Widekind von Wolfenbüttel zählen auch die Herren von Bartensleben, von Berwinkel, von Apenburg und von Winterfeld. Alle führten gleiche oder ähnliche Wappen mit einem springenden Wolf. So entstand eine große Stammes- und Wappengemeinschaft, der zeitweise angeblich bis zu 20 Familien angehörten.

### Spätere Geschichte
Ab Mitte des 13. Jahrhunderts bildeten sich zwei Linien. Eine ältere, ostfälisch-thüringische Linie war zunächst auf Burg Moringen bei Northeim ansässig, ab 1381 auf Schloss Ampfurth (1712 verkauft), ab 1414 auf Wallhausen mit Schloss Wallhausen (als mansfeldisches, später kursächsisches Lehen), ab 1493 auf Schloss Gunsleben sowie auf Schloss Neindorf bei Oschersleben, Hornhausen, Schermcke, Neubrandsleben und Peseckendorf.
1437 gelangte die Herrschaft Falkenstein mit Meisdorf im Unterharz als Lehen der Bischöfe von Halberstadt an die Familie. Im 18. Jahrhundert löste das neu erbaute Schloss Meisdorf die nahegelegene Burg Falkenstein als Wohnsitz ab, die nur noch als Jagdsitz benutzt wurde.
Der evangelische, ostfälisch-thüringische Ast Ampfurth-Falkenstein erhielt 1840 den Grafentitel in der Primogenitur unter dem Namen Grafen von der Asseburg-Falkenstein („nach dem Recht der Erstgeburt aus je adliger Ehe“). Der letzte Graf, Friedrich von der Asseburg (1861–1940) hinterließ vier Töchter, von denen die Älteste, Oda (1888–1928) den Grafen Leonhard von Rothkirch-Trach heiratete. Ihr älterer Sohn Lothar (1914–1984) nahm den Namen Graf von der Asseburg-Falkenstein-Rothkirch an. Der Besitz der Familie auf dem Gebiet der Sowjetischen Besatzungszone (u. a. Burg Falkenstein und Schloss Meisdorf) wurde 1945 infolge der Bodenreform entschädigungslos enteignet, ebenso das der westfälischen Linie gehörende Wallhausen sowie der Fideikommiss Neindorf, der an eine legitimierte jüngere briefadelige Linie gefallen war, die 1862 den preußischen Adelsstand als v. Asseburg-Neindorf erhalten hatte.

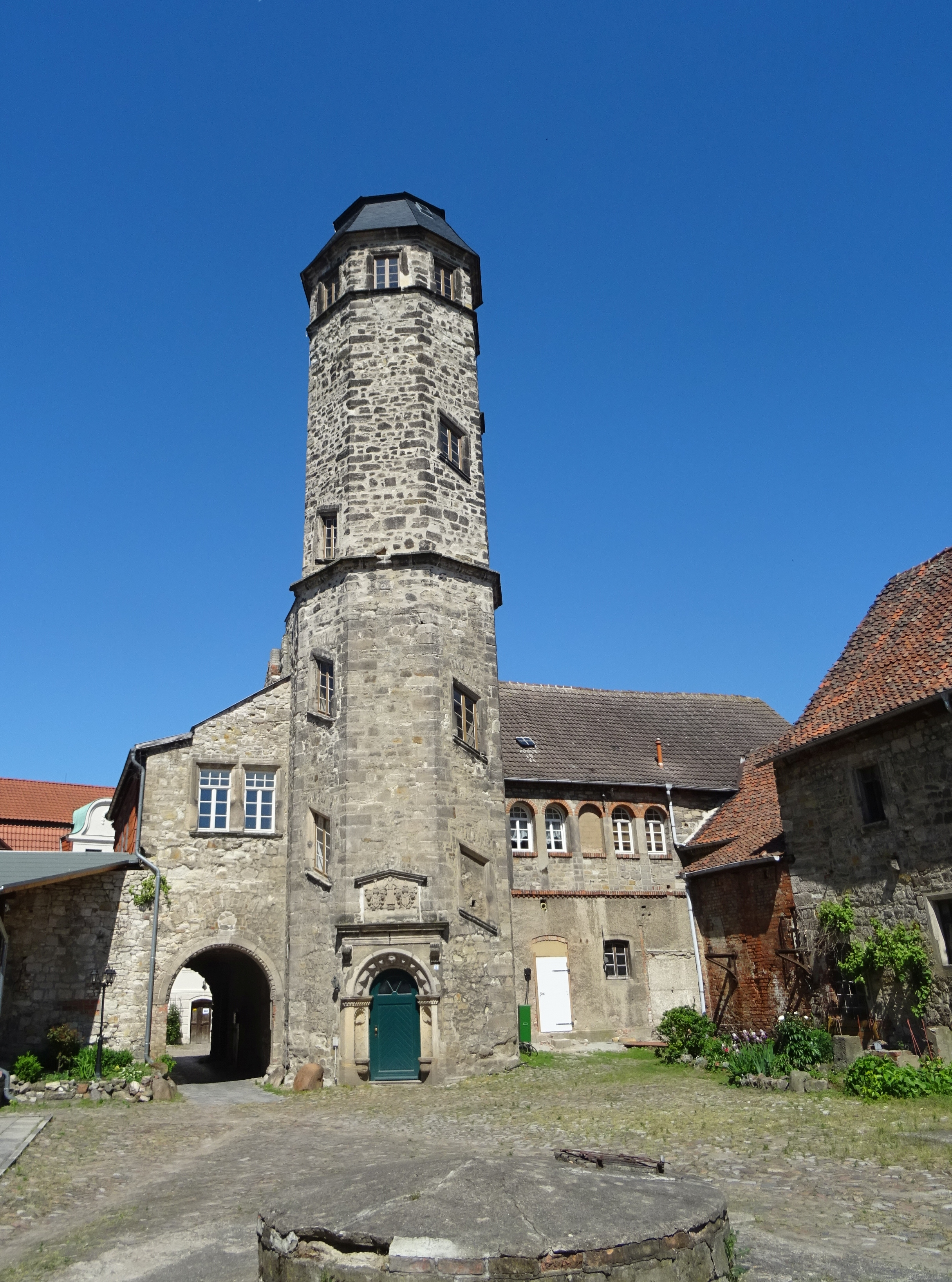
Schloss Ampfurth
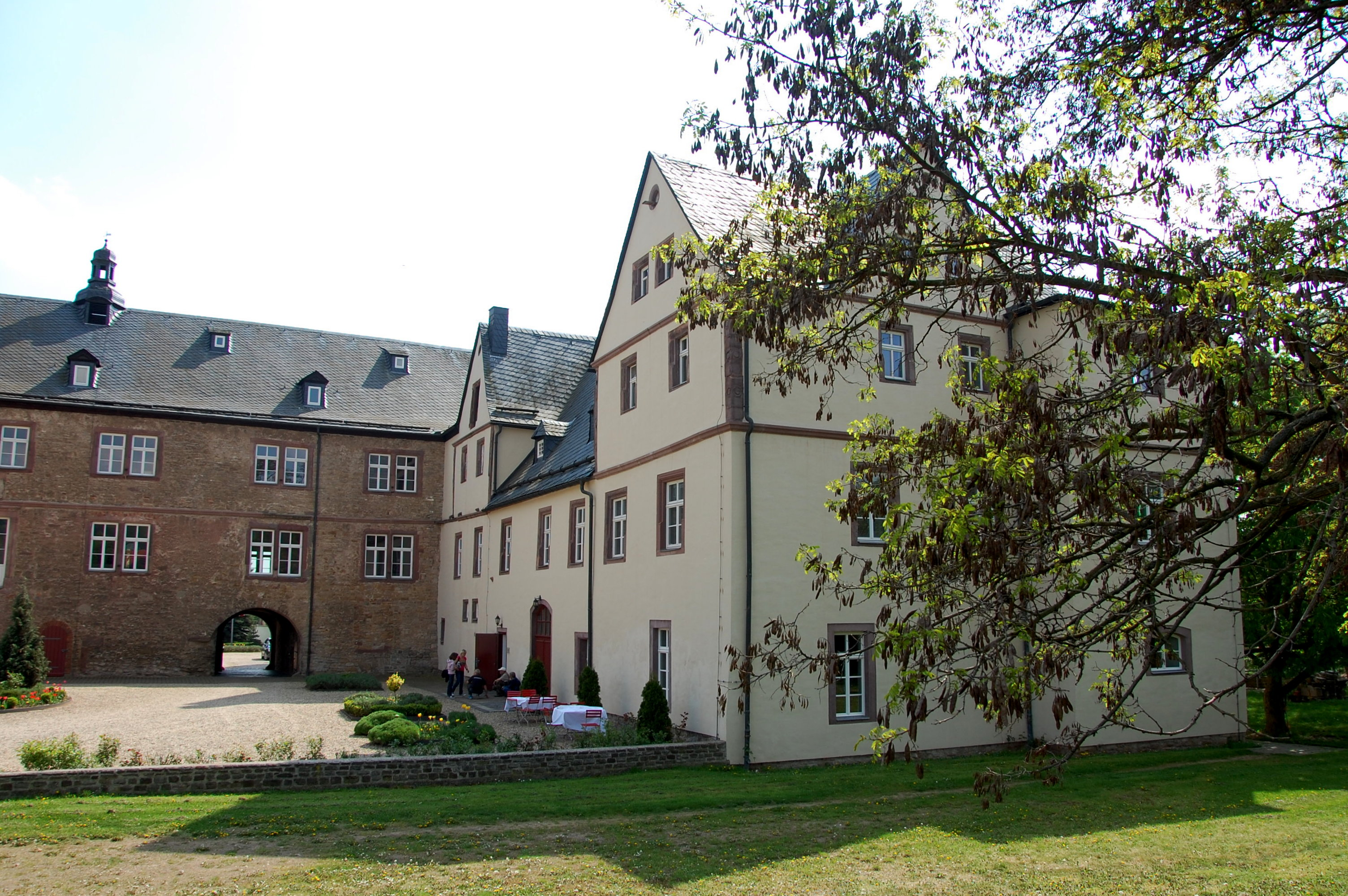
Schloss Wallhausen
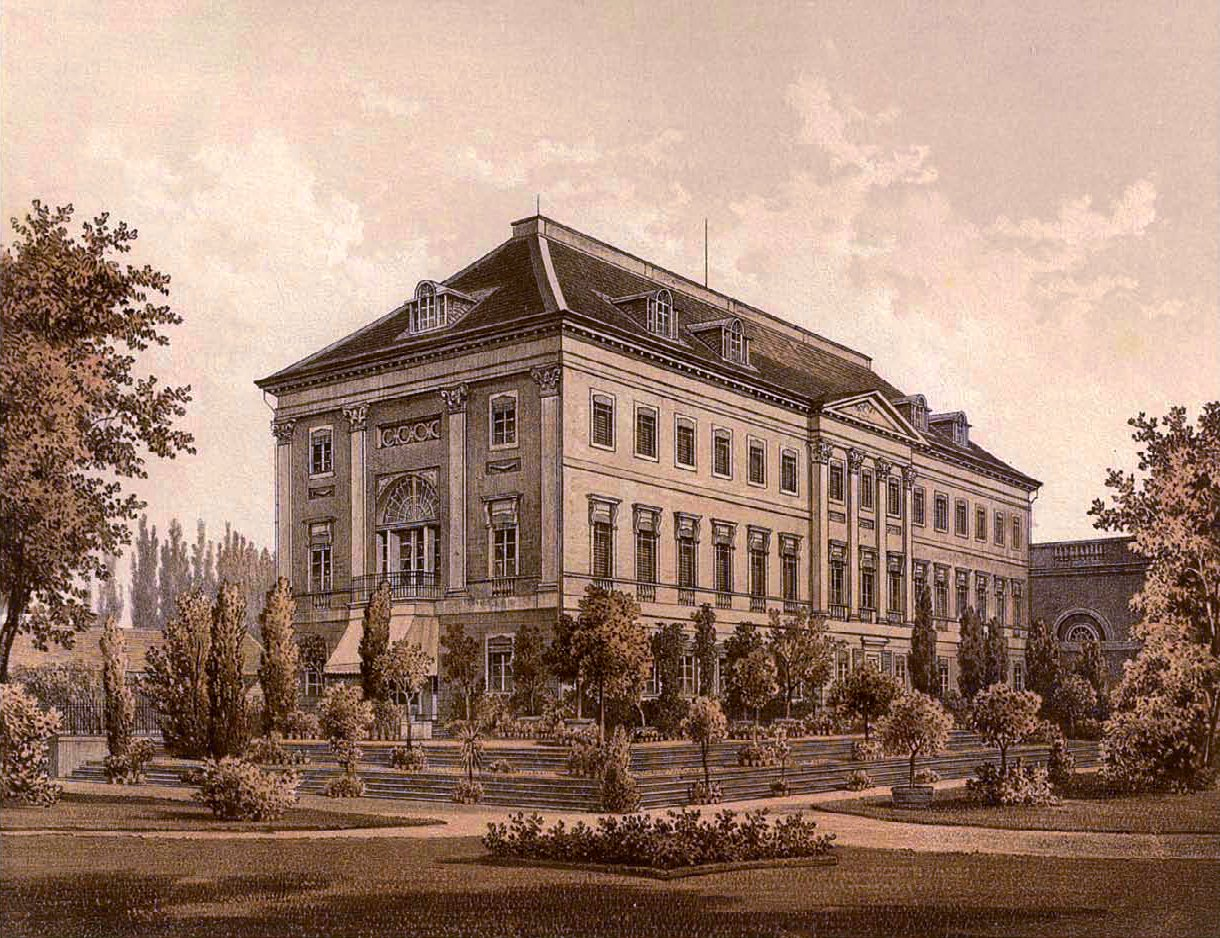
Schloss Neindorf
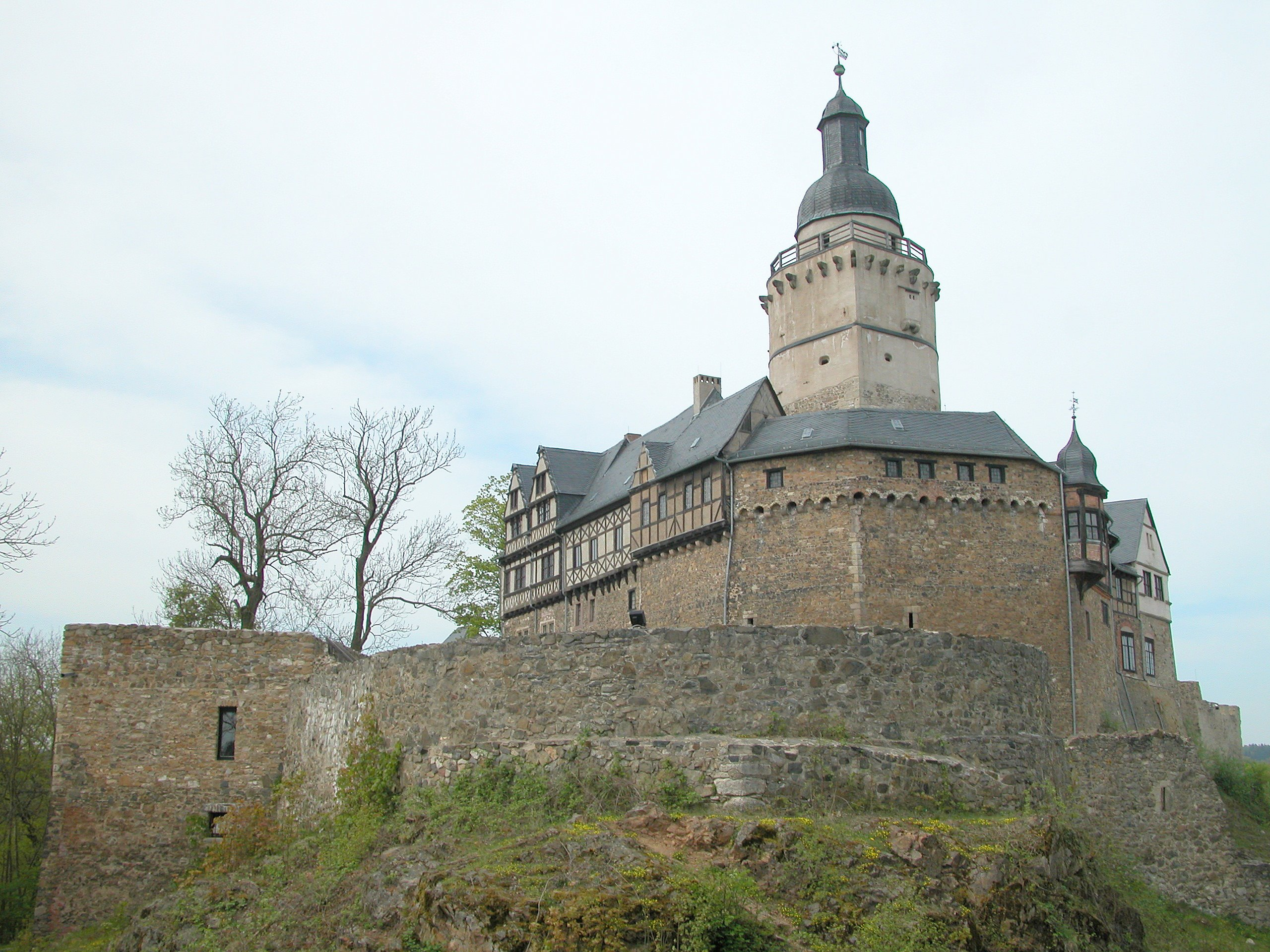
Burg Falkenstein (Harz)
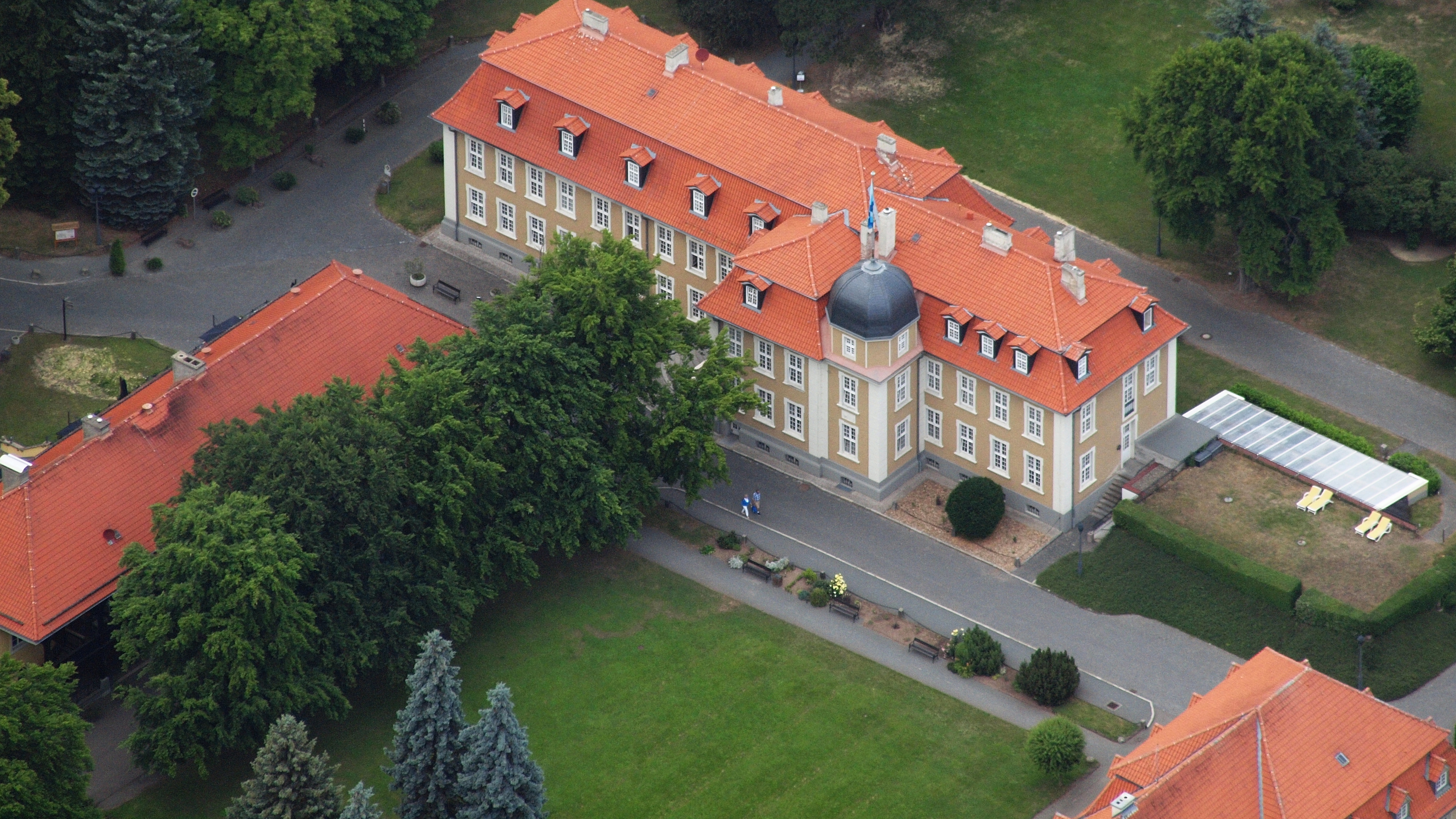
Schloss Meisdorf

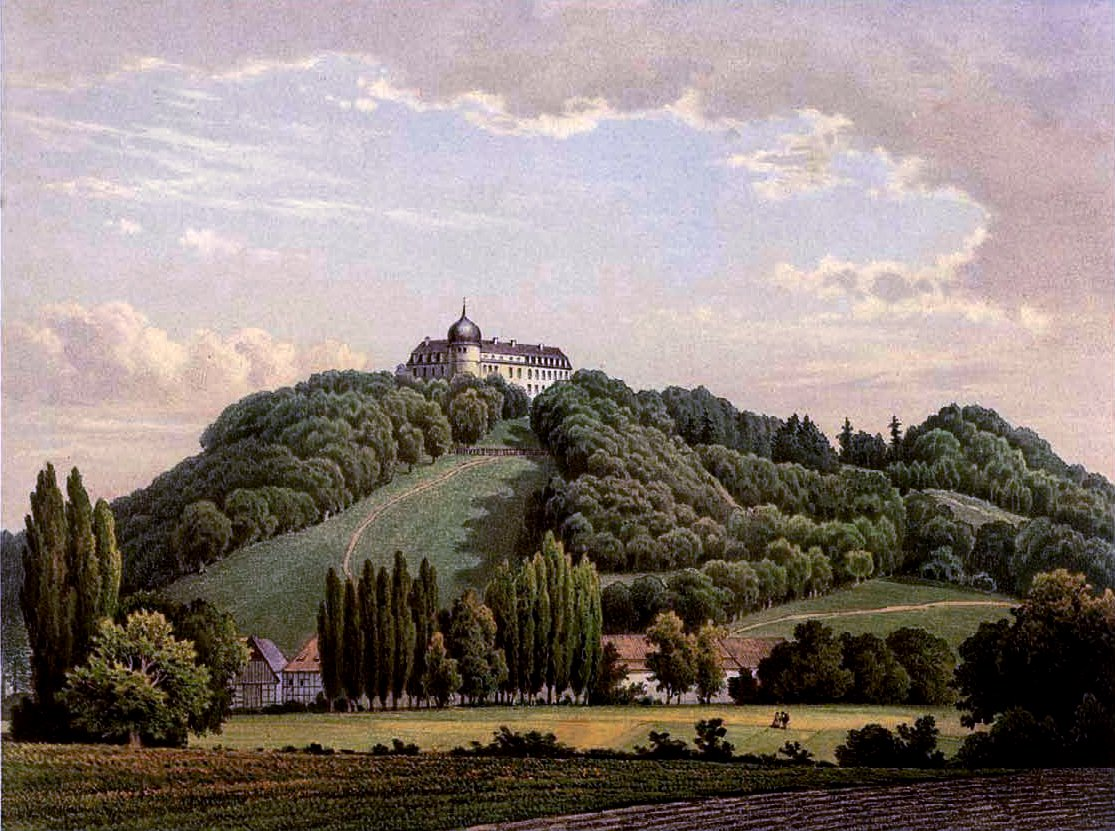
Schloss Hinnenburg

Die westfälische Linie saß seit Ende des 13. Jahrhunderts auf der Hinnenburg bei Brakel, die sie neben weiteren Gütern von den Edelherren von Brakel erheiratet hatte. Von dort entwickelte sie sich zu einem der führenden Adelsgeschlechter im Hochstift Paderborn. Sie erlosch im 16. Jahrhundert und wurde von der älteren, ostfälisch-thüringischen Linie beerbt. Daraus entstand im 17. Jahrhundert ein neuer westfälischer katholischer Ast, aus dem Wilhelm Anton von der Asseburg (1707–1782) zum Fürstbischof von Paderborn (Amtszeit von 1763 bis 1782) gewählt wurde. Dieser Ast trug den Freiherrentitel gewohnheitsrechtlich, andere Zweige durch Diplom aus dem Jahr 1747. Bereits kurze Zeit später erlosch auch dieser jüngere westfälische Ast mit dem kurkölnischen Premierminister Hermann Werner von der Asseburg (1702–1779) im Mannesstamm. Eine seiner Töchter heiratete 1793 Theodor Werner von Bocholtz. Deren zweiter Sohn Hermann Werner erbte die Hinnenburg und Wallhausen und wurde 1803 zum Grafen von Bocholtz-Asseburg erhoben. Der Letzte dieser Linie, Graf Busso (1909–1985), adoptierte 1959 den Grafen Friedrich von der Asseburg-Falkenstein-Rothkirch (1952–2013), Sohn des Grafen Lothar, der zur katholischen Konfession übertrat, und vererbte ihm den früheren Familienfideikommiss Hinnenburg; ihm folgte sein Sohn Louis.

## Wappen
Das Stammwappen zeigt in Gold einen sprungbereiten schwarzen Wolf. Auf dem gekrönten Helm steht eine mit einem gold eingefasstem Spiegel belegte rote Säule, die oben mit neun natürlichen Pfauenfedern besteckt ist. Die Helmdecken sind schwarz-golden.

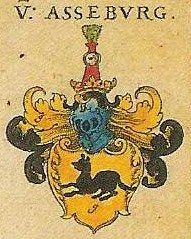
Wappen aus Siebmachers Wappenbuch von 1605
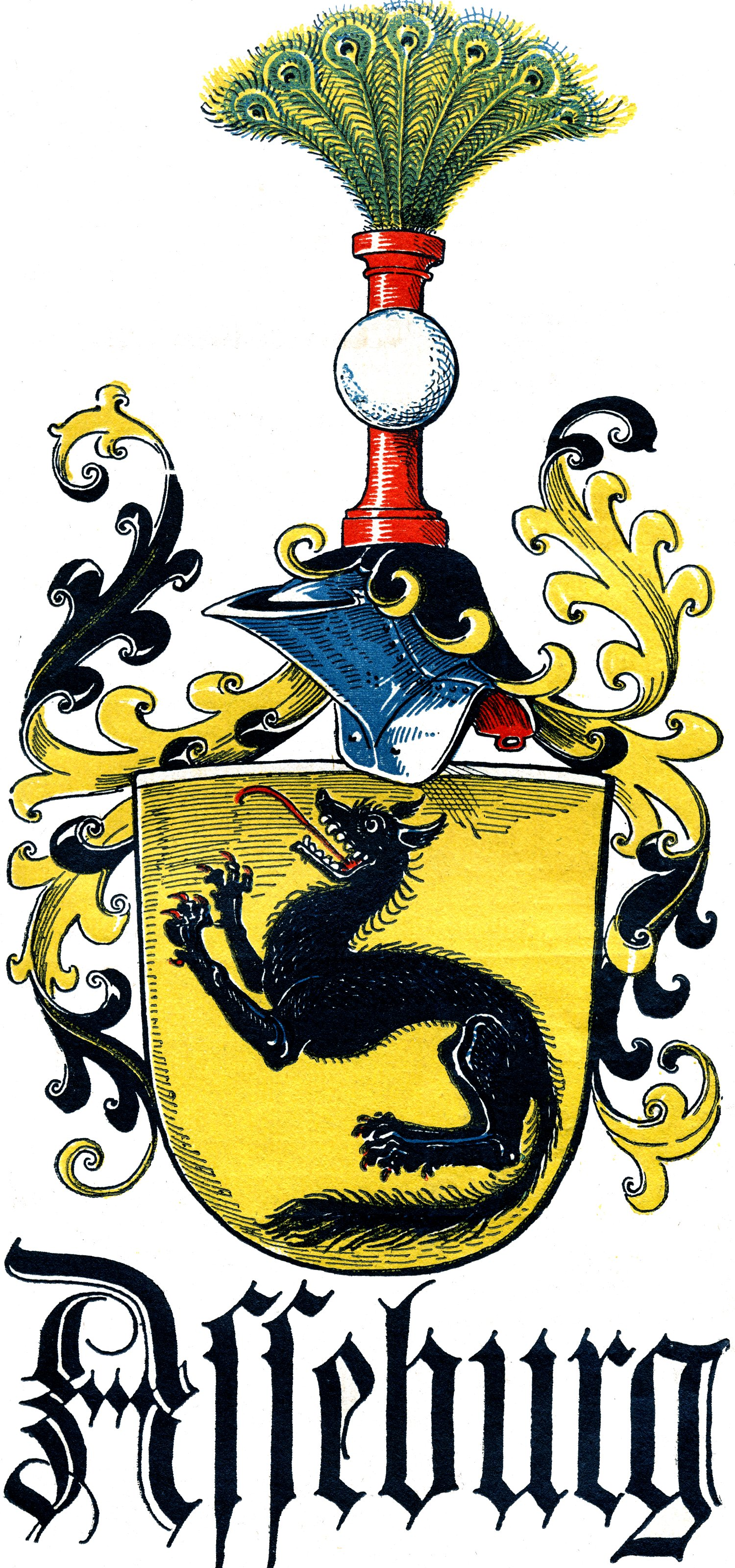
Wappengrafik von Otto Hupp im Münchener Kalender von 1923
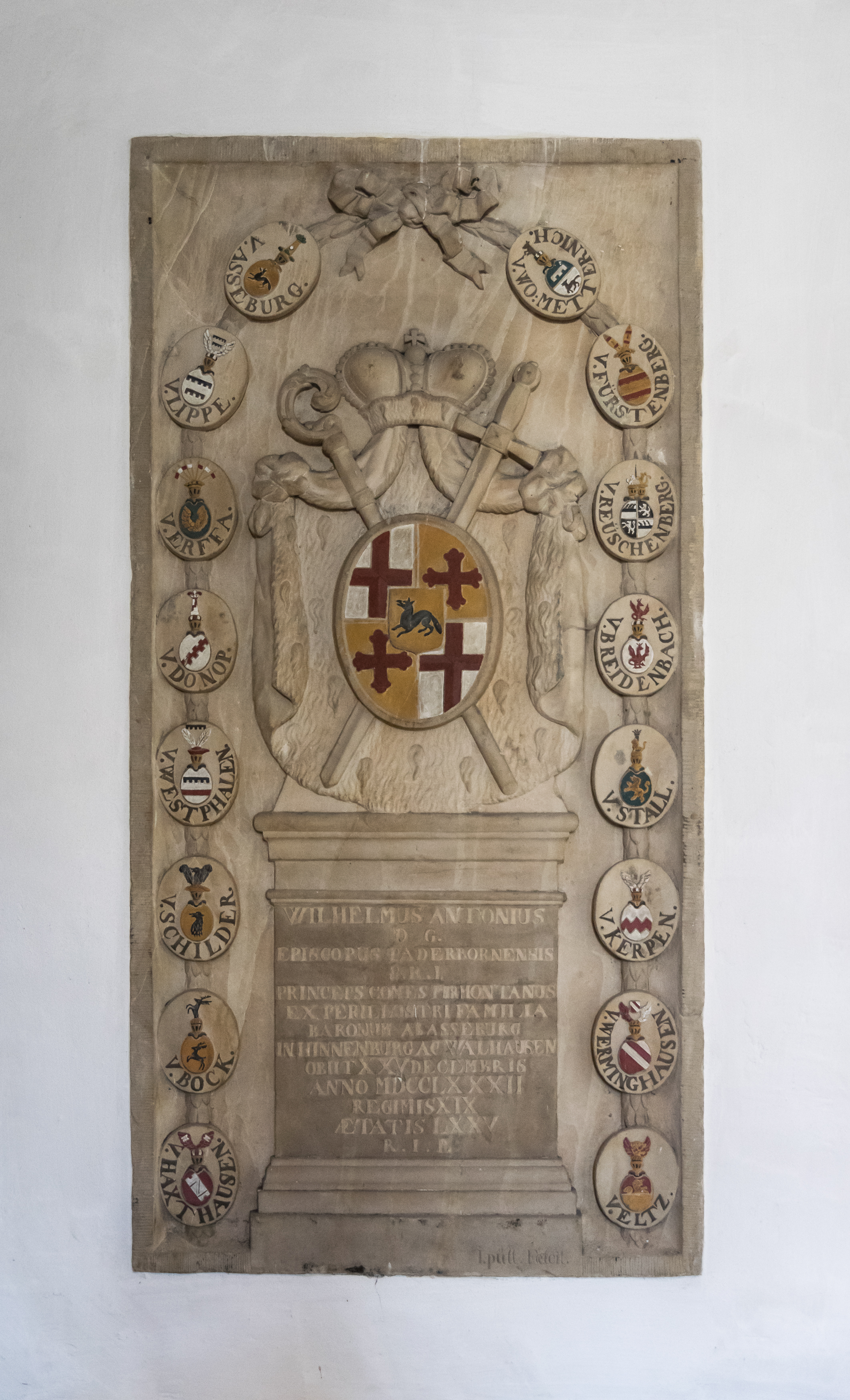
Grabplatte des Fürstbischofs Wilhelm Anton im Paderborner Dom

## Bekannte Namensträger

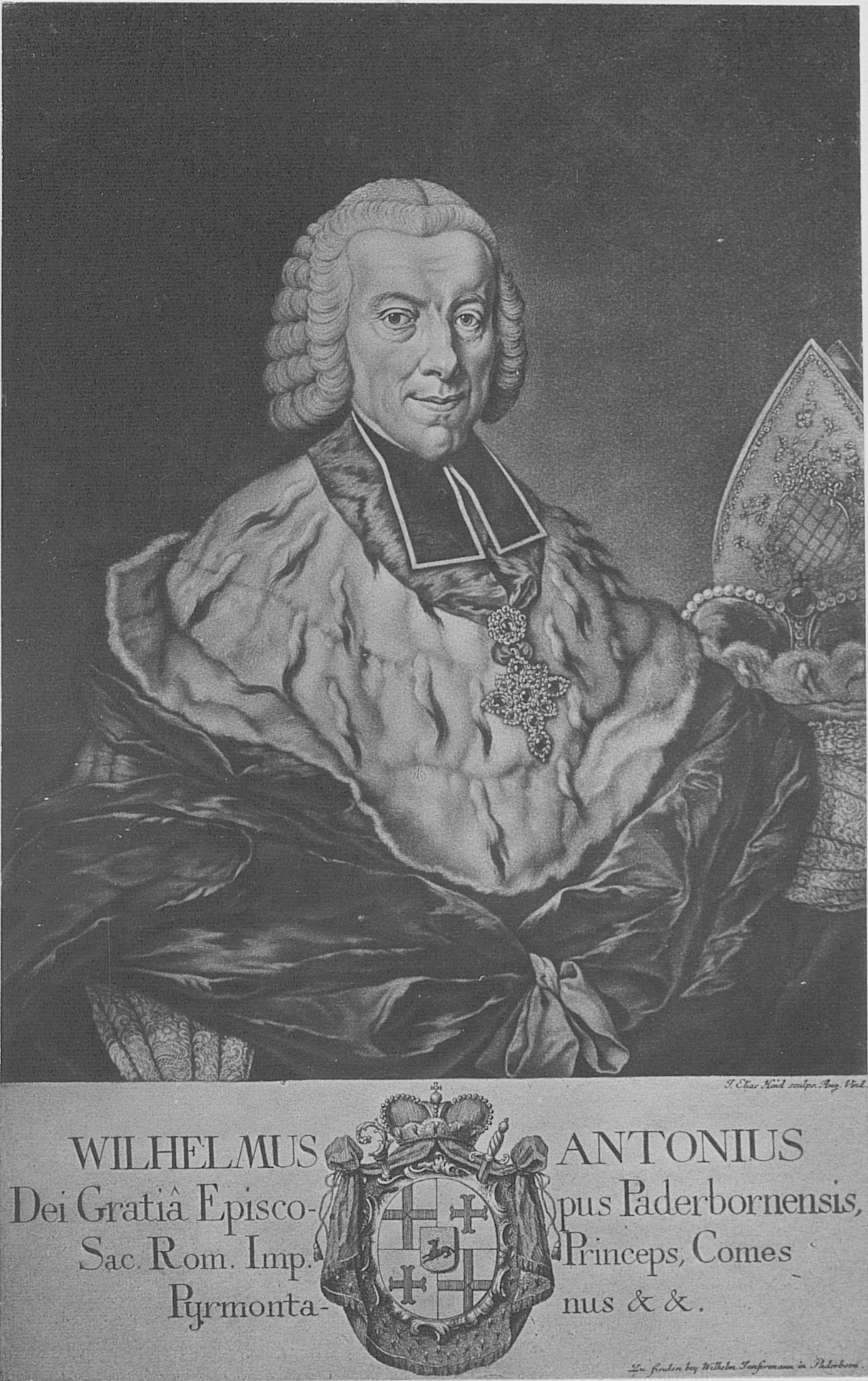
Wilhelm Anton von der Asseburg (1707–1782), Fürstbischof von Paderborn

- Widekind von Wolfenbüttel (auch Widukind, Widukindus; * nach 1089; † um 1118), Erbauer der Wasserburg Wolfenbüttel und Begründer der Linie derer von Wolfenbüttel-Asseburg
- Gunzelin von Wolfenbüttel (auch Gunzelin von der Asseburg; * um 1170; † 2. Februar 1255), Ministeriale aus der Linie derer von Wolfenbüttel-Asseburg
- Bernd VI von der Asseburg (1471–1518), Bauherr und Bestandteil mehrerer Harzer Sagen
- Johann von der Asseburg († 1567), kaiserlicher Feldobrist
- Ludwig von der Asseburg (1583–1669), kaiserlicher Generalfeldwachtmeister[8]
- Rosamunde Juliane von der Asseburg (1672–1712), religiöse Visionärin des frühen Pietismus
- Moritz Wilhelm von der Asseburg (1698–1780), preußischer Generalmajor
- Moritz Wilhelm von der Asseburg (der Jüngere) (1756–1811), preußischer Geheimer Kriegsrat und Bürgermeister
- Hermann Werner Freiherr von der Asseburg zu Hinnenburg (1702–1779), leitender kurkölner Minister
- Friedrich von der Asseburg auf Hindenburg († 1704), Ritter des Deutschen Ordens
- Wilhelm Anton von der Asseburg (1707–1782), Fürstbischof von Paderborn
- Achatz Ferdinand von der Asseburg (1721–1797), Diplomat
- Ludwig Graf von der Asseburg (1796–1869), Herr der Mindergrafschaft Falkenstein, preußischer Hofjägermeister und Mitglied des Preußischen Herrenhauses
- Anna Gräfin von der Asseburg, geb. Freiin von Kleist (1830–1905), Besitzerin der Herrschaft Neudek
- Egbert Hoyer von der Asseburg (1847–1909), preußischer Generalleutnant und Sportfunktionär
- Friedrich von der Asseburg (1861–1940), preußischer Offizier und Kammerherr
- Maximilian von der Asseburg-Neindorf (1874–1945), Rittergutsbesitzer, Verwaltungsbeamter und Parlamentarier

## Literatur

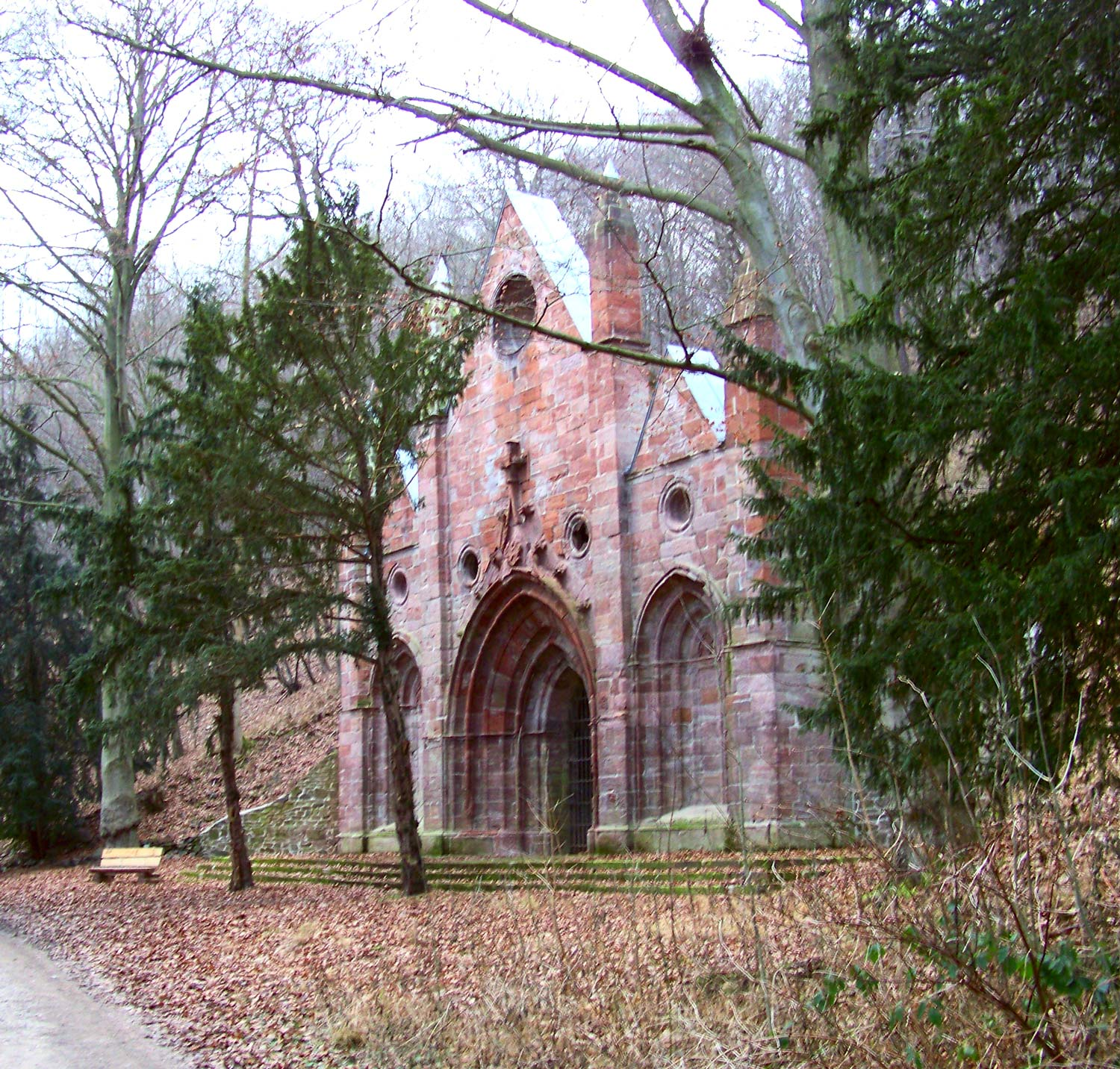
Erbbegräbnis der Grafen von der Asseburg bei Meisdorf (Harz)